# Chapet
Chapet – miejscowość i gmina we Francji, w regionie Île-de-France, w departamencie Yvelines.
Według danych na rok 1990 gminę zamieszkiwały 1103 osoby, a gęstość zaludnienia wynosiła 216 osób/km² (wśród 1287 gmin regionu Île-de-France Chapet plasuje się na 610. miejscu pod względem liczby ludności, natomiast pod względem powierzchni na miejscu 669.).